# Arnoldus Smits
Arnoldus Smits (Dinteloord, 6 oktober 1914 - Brugge, 5 april 2005) was een Belgische benedictijnse monnik en historicus, vooral bekend door zijn standaardwerk Scheuring in de Nederlanden, over de splitsing van het Verenigd Koninkrijk der Nederlanden in 1830.

## Levensloop
Smits volbracht de humaniora aan het Sint-Norbertuslyceum in Roosendaal (1926-1930). Hij begon in 1931 de ingenieursstudies in Delft. In 1932-1934 kwam hij in contact met het Dietse Studentenverbond dat Dinasosympathieën had. Hij werd blijvend een aanhanger van de Groot-Nederlandse gedachte.
In 1934 onderbrak hij zijn studies, en werd novice in de Sint-Pietersabdij van de benedictijnen in Steenbrugge.
In mei 1937 werd hij lid van de redactie van het door zijn abdij uitgegeven tijdschrift Dietschland - Zuid-Afrika (wat later Dietsland - Suid Afrika). Binnen de abdij kreeg hij de opdracht een documentatiecentrum over Zuid-Afrika uit te bouwen.
Op 18 mei 1940 werd dom Smits in de privékapel van de Brugse bisschop Henricus Lamiroy tot priester gewijd. Gedurende de oorlog bleef hij actief de relaties onderhouden met Zuid-Afrika. Door zijn abt werd hij ook betrokken bij discussies over de al dan niet wenselijkheid van de collaboratie, over de meningsverschillen tussen Frans Daels en Cyriel Verschaeve, enz.
Na de Bevrijding bevond zich de abdij in stormweer. Abt Modest Van Assche werd gearresteerd onder beschuldiging van collaboratie, dom Amaat Dumon (1914-1976) ging schuilen in de abdij van Zevenkerken en dom Smits vertrok naar Nederland en schreef zich in voor het vak geschiedenis aan de universiteit van Utrecht. In 1946 behaalde hij zijn kandidaatsdiploma. In oktober 1950 promoveerde hij tot doctor in de wijsbegeerte en letteren met zijn studie De scheuring van het Verenigd Koninkrijk in 1830 en de toestand in het Vlaamse land. Hij kwam hiermee terecht in de hevige controverses die de professoren Pieter Geyl en Carel Gerretson over deze periode van de geschiedenis met elkaar voerden en die tot een regelrecht bekvechten leidden op de promotieceremonie van Smits. In 1951 ontstond ook meningsverschil met de Gentse hoogleraar Jan Dhondt.
In 1951 keerde Smits naar zijn abdij terug. Van daaruit werd hij naar Rome gestuurd, waar hij in 1952-53 een opdracht binnen zijn orde vervulde. Terug in Steenbrugge vervulde hij leeropdrachten in Schoondijke en Oostburg (1955-1979). Hij was ook pastoor van de abdijkerk toen die parochiekerk was geworden (1963-1968).
In 1979 werd hij prior van zijn abdij, belast met de gebouwen. Het belette niet dat hij zijn historische belangstelling verder onderhield, onder meer door zijn deelname aan de activiteiten van het Gentse Snellaertgenootschap, onder de leiding van Ada Deprez. Dit was de tijd dat hij zijn boek over 1830 herwerkte en aanvulde met een tweede deel. Zijn relaties met Emiel Lousse, Albert De Jonghe en Luc François waren hem hierbij door hun publicaties en nieuwe inzichten zeer behulpzaam. Later ontstonden nog polemieken met Herman Balthazar en Romain Van Eenoo, die de Groot-Nederlandse visie van Smits niet deelden en eerder de sociale ontwikkelingen en de volksopstanden benadrukten.
In 1986 publiceerde Smits een lang voorbereid boek, gewijd aan de vereerde abt Modest Van Assche. In 1999 verschenen twee nieuwe delen, toegevoegd aan zijn Scheuring in de Nederlanden. Een afsluitend vijfde deel had hij niet meer de kracht tot een goed einde te brengen.

## Publicaties
- Betrekkingen tussen Vlaanderen en Zuid-Afrika, Brugge, Wiek Op, 1943.
- Instructies aan en rapporten van gouverneurs uit 1830, in: Bijdragen en Mededelingen van het Historische Genootschap in Utrecht, 1949.
- 1830, Scheuring in de Nederlanden.
  - Deel I, Holland stoot België en daarmee Vlaanderen af, Brugge, Wiek Op, 1950, & Heule, UGA, Standen en Landen, 1983.
  - Deel II, Brussel met Wallonië veroveren Vlaanderen, zetten zich uit tot België en stoten op hun beurt Holland en daarmee ook de generaliteitslanden af, Heule, UGA, 1983.
  - Deel III, Hoofdrolspelers en bespelers van de publieke opinie in de Nederlanden, Heule, UGA, 1999.
  - Deel IV, Op weg naar een zelfstandig Hollands Nederland en een onafhankelijk neutraal Waals België: midden-Nederland komt tussen twee stoelen te zitten, Heule, UGA, 1999.
  - Deel V (Tiendaagse Veldtocht, het jaar 1831 en algemeen besluit) bleef onafgewerkt en onuitgegeven.
- 1830 te Brugge, Biekorf, 1982, blz. 261-295 & blz. 337-355.
- Dom Modest Van Assche, Kersten en Vlaming, Steenbrugge, 1986.